# 喬丹·赫吉爾
喬丹·赫吉爾（英語：Jordan Hugill；1992年6月4日—）是一位英格蘭足球運動員。在場上的位置是前鋒。現效力於英冠球隊洛達咸，曾效力普雷斯顿。

## 比賽風格
赫吉爾是一名前鋒，具有強大的力量，能夠超越對手的後衛。前維爾港隊友湯姆·波普表示，赫吉爾態度極佳，“非常渴望學習和改進”。

## 榮譽

### 球會
馬斯克聯
- 北騎高級盃亞軍：2012–13賽季

 維爾港
- 斯塔福德郡高級盃亞軍：2013–14賽季

 普雷斯頓
- 英格蘭足球甲級聯賽附加賽冠軍：2015年

 诺里奇城
- 英格蘭足球冠軍聯賽冠軍：2020–21[5]賽季

### 個人
- 維爾港年度最佳青年球員：2013–14賽季

## 外部連結
- 足球数据库：喬丹·赫吉爾的球员统计数据
- Soccerway資料庫：喬丹·赫吉爾